# Araeopteron amoena
Araeopteron amoena là một loài bướm đêm trong họ Erebidae.